# Lot 7
Lot 7 est un canton dans le comté de Prince, Île-du-Prince-Édouard, Canada. Il fait partie de la Paroisse Egmont. Ses rives apportent des homards et le verre de mer. C'est le domicile du café Seaweed Pie et le Richmond Dairy Bar. Une communauté surtout irlandaise, les gens de la région et les visiteurs jouissent chaque jeudi soir, le Céilí du Lot 7 où est joué la musique du genre irlandaise et celle de la côte est.

## Population
- 585 (recensement de 2001)[1]
- 562 (recensement de 2006)[1]
- 472 (recensement de 2011)[2]

## Communautés
Non-incorporé :
- Burton
- Cape Wolfe
- Glengarry
- Halliburton
- Locke Road